# Promot II
Promot II – samochód wyścigowy, skonstruowany przez Zbigniewa Kulczyńskiego w Ośrodku Techniczno-Zaopatrzeniowym pod marką Promot. Produkowany był w latach 1979–1983.

## Historia
Samochód został zbudowany z myślą o większej konkurencyjności w wyścigach międzynarodowych aniżeli Promot Polonia I. Przestrzenna rama rurowa była rozwinięciem wersji stosowanej w poprzedniku. Chłodnice przeniesione zostały do sekcji bocznych, natomiast zbiornik paliwa umieszczono za siedzeniem kierowcy. Nadwozie przybrało bardziej aerodynamiczny kształt. Na wzór MTX zmieniona została konstrukcja przednich górnych wahaczy. W późniejszych egzemplarzach zastosowano także spojlery. W niektórych wersjach użyto silników Łada, którego moc maksymalna wynosiła ok. 130 KM przy 10000 rpm.
Samochód był udaną konstrukcją i używany był w Wyścigowych Samochodowych Mistrzostwach Polski przez ponad dwadzieścia lat.